# روبرت غلاسغو
روبرت غلاسغو (بالإنجليزية: Robert Glasgow)‏ هو معلم موسيقى أمريكي، ولد في 30 مايو 1925 في أوكلاهوما سيتي في الولايات المتحدة، وتوفي في 10 سبتمبر 2008.